# Swietłana Bażanowa
Swietłana Walerjewna Bażanowa (ros. Светлана Валерьевна Бажанова; ur. 1 grudnia 1972 w Czelabińsku) – rosyjska łyżwiarka szybka, mistrzyni olimpijska i trzykrotna medalistka mistrzostw Europy.

## Kariera
Największy sukces w karierze Swietłana Bażanowa osiągnęła w 1994 roku, kiedy zwyciężyła w biegu na 3000 m podczas igrzysk olimpijskich w Lillehammer. W zawodach tych wyprzedziła bezpośrednio reprezentującą Austrię Emese Hunyady oraz Niemkę Claudię Pechstein. Była też piąta w biegu na 5000 m i szósta na 1500 m. Na rozgrywanych dwa lata wcześniej igrzyskach w Albertville jej najlepszym wynikiem było szóste miejsce na 1500 m. Brała też udział w igrzyskach w Nagano w 1998 roku, zajmując dziewiąte miejsce na 1500 m i dziesiąte na dwukrotnie dłuższym dystansie. Nigdy nie zdobyła medalu mistrzostw świata, jej najlepszym wynikiem było czwarte miejsce w biegu na 1500 m podczas dystansowych mistrzostw świata w Warszawie. Walkę o podium przegrała tam z Holenderką Marianne Timmer. Trzykrotnie zdobywała medale mistrzostw kontynentu, w tym srebrny na mistrzostwach Europy w Hamar w 1994 roku oraz brązowe podczas mistrzostw Europy w Heerenveen w 1993 roku i rozgrywanych pięć lat później mistrzostw Europy w Helsinkach. Wielokrotnie stawała na podium zawodów Pucharu Świata, jednak nigdy nie zwyciężyła. Najlepsze wyniki osiągnęła w sezonie 1993/1994, kiedy zajęła drugie miejsce w klasyfikacji końcowej 3000 m/5000 m. Ponadto w sezonach 1993/1994 i 1996/1997 zajmowała trzecie miejsce w klasyfikacji 1500 m.
Jej mężem jest były panczenista, Wadim Sajutin.